# Gina Palerme
Pour les articles homonymes, voir Palerme.
 (juillet 2025).
La mise en forme du texte ne suit pas les recommandations de Wikipédia : il faut le « wikifier ».
Les points d'amélioration suivants sont les cas les plus fréquents. Le détail des points à revoir est peut-être précisé sur la page de discussion.
- Les titres sont pré-formatés par le logiciel. Ils ne sont ni en capitales, ni en gras.
- Le texte ne doit pas être écrit en capitales (les noms de famille non plus), ni en gras, ni en italique, ni en « petit »…
- Le gras n'est utilisé que pour surligner le titre de l'article dans l'introduction, une seule fois.
- L'italique est rarement utilisé : mots en langue étrangère, titres d'œuvres, noms de bateaux, etc.
- Les citations ne sont pas en italique mais en corps de texte normal. Elles sont entourées par des guillemets français : « et ».
- Les listes à puces sont à éviter, des paragraphes rédigés étant largement préférés. Les tableaux sont à réserver à la présentation de données structurées (résultats, etc.).
- Les appels de note de bas de page (petits chiffres en exposant, introduits par l'outil «  Source ») sont à placer entre la fin de phrase et le point final[comme ça].
- Les liens internes (vers d'autres articles de Wikipédia) sont à choisir avec parcimonie. Créez des liens vers des articles approfondissant le sujet. Les termes génériques sans rapport avec le sujet sont à éviter, ainsi que les répétitions de liens vers un même terme.
- Les liens externes sont à placer uniquement dans une section « Liens externes », à la fin de l'article. Ces liens sont à choisir avec parcimonie suivant les règles définies. Si un lien sert de source à l'article, son insertion dans le texte est à faire par les notes de bas de page.
- La présentation des références doit suivre les conventions bibliographiques. Il est recommandé d'utiliser les modèles {{Ouvrage}}, {{Chapitre}}, {{Article}}, {{Lien web}} et/ou {{Bibliographie}}. Le mode d'édition visuel peut mettre en forme automatiquement les références.
- Insérer une infobox (cadre d'informations à droite) n'est pas obligatoire pour parachever la mise en page.

Pour une aide détaillée, merci de consulter Aide:Wikification.
Si vous pensez que ces points ont été résolus, vous pouvez retirer ce bandeau et améliorer la mise en forme d'un autre article.
Irène de Maulmont, dite Gina Palerme, est une comédienne, danseuse et chanteuse de music-hall française, née le 18 décembre 1885 à Bussière-Galant (Haute-Vienne) et morte le 26 décembre 1977 aux Pavillons-sous-Bois (Seine-Saint-Denis).

## Biographie
Issue d'une famille de vieille noblesse limousine de la région de Châlus, Marie-Louise Irène de Maulmont est une des descendantes de Louise Borgia, fille de Cesare Borgia, lui-même fils de Rodrigo Borgia. Femme de caractère, moderne, facétieuse et surprenante, elle est l'une des vedettes féminines de music-hall qui ouvrent la voie de la célébrité moderne à de nombreuses actrices de cinéma françaises.
Dès 1911, Gina Palerme séduit le public des comédies musicales lors de sa participation dans des productions londoniennes de music-hall du West End Theatre. Devenue une vedette de la British musical comedy, du fait de ses qualités scéniques et de son allure, elle est surnommée, outre-Manche, la Cocotte française.
Au début des années 1920, elle revient en France. Elle y mène une courte carrière d'artiste, et de productrice, de cinéma. Son jeu et son allure scénique, liés aux images en mouvement, ne survivent pas à la disparition du cinéma muet.
Dotée d'une notoriété acquise sur scène à Londres puis au cinéma en France, sportswoman adepte de l'hébertisme, bénéficiant d'un physique avenant mis à profit comme modèle et mannequin, Gina Palerme revient à sa carrière d'artiste de scène. Elle conduit, à partir du milieu des années 1920, des revues de music-hall dans des salles de spectacle parisiennes.
Gina Palerme cesse toute activité professionnelle en 1929, à l'âge de 43 ans. Elle se marie en 1932 et meurt, à 92 ans, le 26 décembre 1977.

### Origines familiales
Marie-Louise Irène de Maulmont est issue d'une vieille famille limousine, la famille de Maulmont, dont la présence est attestée dans les monts de Châlus depuis 1088. Les Maulmont, bâtisseurs du château de Châlus Maulmont, ont pour autre illustre représentant Géraud de Maulmont.

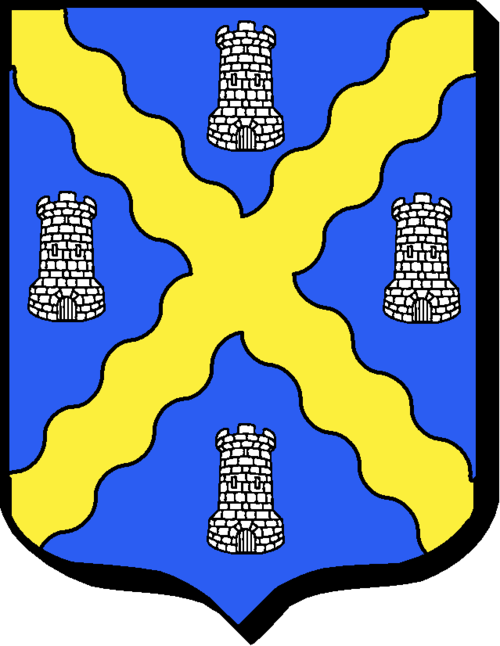
Armoiries de la maison de Maulmont.

Le baron Aymard de Maulmont, père d'Irène, est établi à la fin XIXe siècle au Mas du Loup, propriété située dans les monts de Châlus sur la commune de Dournazac. Il y épouse, en 1881, Antoinette Gazenaud, receveuse des postes sur cette même commune, puis sur celle, presque voisine, de Bussière-Galant. De leur union naît, à Bussière-Galant, le 18 décembre 1885 à minuit, Marie-Louise Irène de Maulmont, dite Irène selon l'usage limousin qui consiste à prendre comme prénom d'usage le dernier prénom déclaré à l'état-civil. Irène, comme sa sœur cadette Rose, passe sa petite enfance entre les propriétés familiales du pays de Châlus et le château de la Ribeyrie (Saint-Gilles-les-Forêts).
En 1891, son père, Aymard de Maulmont, meurt. Ayant déjà perdu leurs quatre grands-parents, Irène, alors âgée de 6 ans, et sa sœur Rose, n'ont plus que leur mère, Antoinette, receveuse des postes pour assurer leur éducation.
Dès ses premières apparitions notables, Irène de Maulmont prend, pour la scène, un nom qui fait doublement référence à l'Italie, Gina Palerme. Elle apparaît sous ce pseudonyme en janvier 1909, à l'âge de 23 ans, dans une revue féérie à l'Olympia : 1909, des femmes... rien que des femmes, laissant le souvenir d'une commère « étincelante ». En mars 1910, elle tient un rôle à La Cigale, dans Tu blagues !, un spectacle de Jacques Bousquet et Georges Arnould, dans lequel se produisent Édouard de Max et Ellen Baxone, et qui marque la réouverture de l'établissement.

### Carrière
Remarquée par un entrepreneur anglais de théâtre, elle part pour Londres où elle joue dans diverses productions de la British musical comedy du West End theatre, genre théâtral qui vit, dans les années 1920, la fin de son âge d'or et dont elle devient une vedette. Pendant cette même période, sa sœur puînée, Rose de Maulmont, est cantatrice à Covent Garden.
La première apparition de Gina Palerme sur scène londonienne se fait en 1911 à l'Adelphi Theatre dans la comédie musicale The Quaker Girl (musique de Lionel Monckton). Elle y tient le rôle de Toinette, vendeuse de la maison Blum, qui lui permet de donner quelques répliques et de chanter un bref solo. Puis, elle prend le rôle de Diane, tenu à l'origine par Phyllis LeGrand.
En 1912, elle joue, toujours à l'Adelphi Theatre, dans The Dancing Mistress. Elle y tient le rôle de Lili, rôle qui dépasse la simple figuration ou participation au chorus. Elle amène « a touch of Parisian diablerie » à la comédie. La musique de Lionel Monckton est jouée par James T. Tanner, et les chansons sont signées Adrian Ross et Percy Greenbank. The Dancing Mistress est jouée, à partir du 19 octobre durant 242 représentations. Le rôle principal, celui de Nancy, la dancing mistress, est tenu par Gertie Millar.
En 1914, Gina Palerme joue dans Betty, musique de Paul A. Rubens (1875-1917) et d'Ernest Steffan (1896-1967) et paroles d'Adrian Ross et Paul A. Rubens.
Toujours en 1914, Gina Palerme tient le rôle principal dans Plantons les capucines, avec Dominique Bonnard et Maurice Froyez, une revuette donnée à l'Ambassadors Theatre à partir du 11 mai. On la retrouve ensuite, toujours dans le rôle principal, dans Bric-a-Brac (1915), puis dans Vanity Fair (1916). Suivent La Petite Chocolatière (de Paul Gavault, 1917), Finsbury (1917), et The Girl for the Boy (1919), comédie écrite pour elle.
Gina Palerme est décrite, outre-Manche, comme « la plus belle femme de France ». Elle est donnée comme l'une des inspiratrices du personnage de My Fair Lady. Elle apparaît également dans une publicité pour des soins capillaires. Devenue une vedette du genre, Gina Palerme est qualifiée de « toast of the british musical comedy ». Fasciné par sa beauté physique, son jeu sur scène et sa personnalité, Cecil Beaton écrit : « Gina Palerme a apporté tout le glamour de la Cocotte française à Londres. »
Elle rentre en France en 1920, forte de sa notoriété acquise sur scène à Londres. Elle y mène, durant cinq années, une carrière d'actrice de cinéma muet. Elle rencontre rapidement le succès en tenant le rôle féminin principal du film de Roger Lion L'Éternel Féminin, sorti en salles en 1921.
En 1922, elle joue dans Margot (1922), puis tient le premier rôle dans L'Idée de Françoise de Robert Saidreau (1923) avec André Dubosc. Elle enchaîne avec Frou-frou de Guy du Fresnay, film dans lequel joue également Berthe Jalabert. En 1923, elle joue dans La Bataille. En 1924, elle joue dans The Danger line d'Édouard-Émile Violet, et Au secours d'Abel Gance. Enfin, en 1925, elle retrouve Roger Lion dans La Clé de voûte.
Gina Palerme, apôtre de la culture physique, est une sportswoman accomplie. Pratiquant de multiples activités sportives, dont l'escrime, elle exprime une nouvelle forme de corporalité féminine alliant la force à la grâce. Elle insiste sur les mérites d’une culture physique spécifiquement destinée aux interprètes de cinéma. Elle milite ouvertement pour les théories de Georges Hébert, figure marquante de la gymnastique française. Sa « méthode naturelle » ou École de l’athlète complet a été déjà développée dans un cadre militaire durant la Première Guerre mondiale.
S'exprimant dans un article intitulé Les artistes de cinéma doivent faire du sport, publié dans Mon Ciné en 1922, Gina Palerme déclare : « L’acteur de cinéma doit accroître ses capacités physiques. ». Les vignettes représentant des attitudes chorégraphiques et agrémentant les articles consacrés à Gina Palerme soulignent l'assimilation qu'elle fait de la danse à la culture physique. Pour Gina Palerme, des compétences purement artistiques ne suffisent pas à édifier un véritable « art de gestes ». La danse, qu'elle qualifie d'« agréable sport », et qui fait partie intégrante de son programme de culture physique, permet l'« entretien des muscles », tout en garantissant des « mouvements harmonieux ». Gina Palerme précise qu’il ne s’agit pas de danses telles que le fox-trot ou le shimmy, mais de celles qui font adopter au corps des « attitudes [...] impossibles à réaliser sans entraînement ».
De 1924 à 1928, Gina Palerme poursuit sa carrière, se produisant sur scène en divers lieux parisiens. Elle est à l'Olympia en 1924, dans un numéro mixte de chant et de cinéma. Sa prestation est précédée, en première partie d'Antonin Berval qui fait ses débuts sur scène parisienne, et, en seconde partie, d'Argentina. Elle se produit aux Ambassadeurs en 1925.
En 1926, alors que le Moulin Rouge rénové vient d'ouvrir après dix années de fermeture, Gina Palerme conduit la revue Montmartre aux nues. Cette revue de Pierre Foucre est produite par Earl Leslie. Jacques Charles et Charles-Louis Pothier en sont les paroliers. Gina Palerme y évolue en compagnie de Garrick, d'Yvonne George, de Randall, Raymond Dandy et de Dréan sur une composition de José Padilla Sánchez, avec le Spark's Ballet de Vienne, bénéficiant des costumes et décors de Charles Gesmar.
Disposant d'un physique avenant, elle travaille aussi comme modèle, pour les créateurs de mode, le coiffeur Mayo (1925), les bijoux Oréum (1926), les savons Cadum. À l'instar de bien d'autres « demoiselles du Moulin Rouge » dont Mistinguett, elle est, entre 1925 et 1928, très présente dans L’Officiel de la mode.
Le 26 octobre 1926, Gina Palerme est victime d'une étrange agression. Elle est rapportée diversement par la presse populaire satirique, et reste une énigme non élucidée. Gina Palerme déclare pour sa part à la police que la vengeance, et non le vol, serait à l'origine de ces événements.
Les journaux rendent compte de ses apparitions dans les lieux populaires et les événements mondains. Elle apparaît, en décembre 1926, dans un Pathé-revue, petits films mixant d'actualités projetés dans les cinémas en ouverture de séance. Elle est vue, en 1927, dans les loges des Six jours de Paris, événement populaire également fréquenté par les stars du cinéma, du théâtre, de la chanson, et des chroniqueurs mondains tels Georges Goursat, Paul Vaillant-Couturier, Georgel, Saint-Granier, Jacques Natanson, Georges Biscot, Henri Bernstein, Blanche Montel, Christiane Dor, Huguette Duflos ou Marthe Régnier.
Durant l'été 1928, à 43 ans, elle est sur scène au Concert Mayol qui produit des spectacles de qualité. Elle mène la revue La Volupté de Paris, revue qui voit débuter sur scène parisienne les Rocky Twins ; ils reviendront à Paris, l'année suivante, se produire avec Mistinguett.
En 1929, le bruit court  dans la presse populaire que Gina Palerme part en Amérique du Nord pour un important engagement.

### Vie personnelle et mort
Redevenue Iréne de Maulmont, et déclarée « sans profession », Gina Palerme épouse le samedi 6 février 1932, à l'âge de 47 ans, Pierre Palette, employé de commerce de 39 ans, à Boulogne-Billancourt. L'acte de mariage mentionne, comme témoins, Mignon Gazanaud, employé, et René Vin, comptable. Le couple habite dans cette même ville, au numéro 3, de l'avenue Jean-Baptiste-Clément, avenue sur laquelle réside également Abel Gance.
Irène de Maulmont meurt, sans descendance, à 92 ans, aux Pavillons-sous-Bois, le lundi 26 décembre 1977.

## Théâtre et music-hall
- Des femmes... rien que des femmes, 1909, à l'Olympia, Paris[4].
- Tu blagues !, 1910, à La Cigale, Paris. Spectacle de Jacques Bousquet et Georges Arnould dans lequel se produisent également Édouard de Max et Ellen Baxone.
- The Quaker Girl[5], 1911 à l'Adelphi Theatre, Londres. Rôle de Toinette, vendeuse de la Maison Blum[6], puis, de Diane, tenu à l'origine par Phyllis LeGrand. Musique de Lionel Monckton.
- The Dancing Mistress, 1912, à l'Adelphi Theatre, Londres. Rôle de Lili[7] avec Gertie Millar dans le rôle de Nancy. Musique, de Lionel Monckton joué par James T. Tanner. Chants d'Adrian Ross et Percy Greenbank. The Dancing Mistress est joué, à partir du 19 octobre durant 242 représentations.
- 1914, Betty[8], Londres. Musique de Paul A. Rubens et d'Ernest Steffan. Paroles d'Adrian Ross et Paul A. Rubens.
- Plantons les Capucines, 1914, à l'Ambassadors Theatre, Londres. Revue avec Dominique Bonnard et Maurice Froyez, donnée à partir du 11 mai[33].

- Bric-a-Brac, 1915, Londres.
- Vanity Fair, 1916[9], Londres.
- La Petite Chocolatière, 1917, de Paul Gavault, Londres.
- Finsbury, 1917, Londres.
- The Girl for the Boy, 1919, comédie, Londres.
- Numéro mixte de chant et de cinéma à l'Olympia, Paris, 1924[18].
- Revue aux Ambassadeurs, 1925, Paris[19].
- Revue Montmartre aux nues au Moulin Rouge, 1926, Paris. Revue de Pierre Foucre produite par Earl Leslie. Paroles de Jacques Charles et Charles-Louis Pothier. Avec Garrick, Yvonne George[20], Randall, Raymond Dandy et Dréan. Composition musicale de José Padilla Sánchez[21]. Costumes et décors de Charles Gesmar.
- Revue La Volupté de Paris au Concert Mayol, 1928, Paris.

## Filmographie

### Actrice
- La Clé de voûte (Comédie dramatique, 1 h 20). Réalisateur et scénariste : Roger Lion. Distributeur d'origine Mappemonde Films. Directeur de la photographie : Georges d'Arnoux. Décorateur : Armand Bonamy. Producteur : Gina Palerme. Sortie en France, 11 septembre 1925.

Une femme du monde recueille un enfant d'une pauvre ouvrière, qui fut séduite puis abandonnée. L'enfant va changer le caractère du mari, qui était libertin et délaissait sa femme en mal d'enfant. La petite tête blonde lui redonne le goût de vivre dans un foyer, devenu agréable. L'ouvrière retrouvera son enfant, après bien des aventures.
- Au Secours ! (Comédie, 32 min). Réalisateur : Abel Gance avec Max Linder.

Un jeune homme fait le pari de rester une nuit dans une maison hantée, où se produisent des phénomènes étranges. Il tient bon, jusqu'au moment où un appel téléphonique angoissé de sa fiancée (Gina Palerme) lui parvient. Il s'avoue vaincu, et donne l'argent à l'autre parieur qui, goguenard, empoche les 100 louis...
- Frou-Frou (Drame, 1 h 05). Réalisateur : Guy du Fresnay.

« Frou-Frou », la fille cadette de M. Brigard, a épousé M. de Sartorys dont elle a eu un enfant. Toute à ses plaisirs, elle abandonne le soin de sa maison et de son fils à sa sœur Louise. Celle-ci s'impose si bien dans la maison que « Frou-Frou », jalouse, part à Venise avec son amant. Son mari l'y rejoint et tue son rival en duel.
- 1923 : La Bataille d’Édouard-Émile Violet et Sessue Hayakawa : Lady Hockley

- L'Idée de Françoise (Comédie dramatique, 1 h). Réalisateur : Robert Saidreau.

M. et Mme Noblet, sans cesse au bord de la faillite, ont deux filles, la rieuse Lili (Gina Palerme) et la prévoyante Françoise. Lili aime un jeune avocat, Napoléon Couture. Pour sauver ses parents, elle épouse un riche quadragénaire. Françoise décide de se substituer à sa sœur pour le mariage mais tombe amoureuse d'un ingénieur...
- Margot (Comédie, 1 h 10). Réalisateur : Guy du Fresnay

Mme Doradour de la Houville emploie une demoiselle de compagnie, Margot (Gina Palerme). Elle a un fils, hussard de belle prestance, qui éblouit la jeune fille, mais Gaston n'a d'yeux que pour Mme de Vercelles. Le mari de cette dernière pris de soupçons, surprendrait les amoureux si Margot n'agissait pas...
- L'Éternel féminin (Comédie, 1 h 09). Réalisateur : Roger Lion

### Productrice
En 1925, Gina Palerme est la productrice de deux films, La Clé de voûte, et un Lucrezia Borgia.
Chacun de ces deux films se relie à sa famille. Dans La Clé de voûte, drame bourgeois, elle donne à son personnage, (rôle principal), le prénom de sa sœur, Rose.
Quant à Lucrèce Borgia, elle a un lien avec ce personnage historique, étant elle-même descendante du pape Alexandre VI par son arrière-grand-mère paternelle, Sophie de Royère, descendante de Marguerite de Bourbon, petite-fille de César Borgia et fille de Louise Borgia, dame de Châlus.
Le Lucrezia Borgia de 1925, produit par Gina Palerme, est un film muet, mis en scène par Abel Gance, qui ne doit pas être confondu avec Lucrèce Borgia, autre film sur le même sujet, avec lequel Abel Gance connaîtra le succès 10 ans plus tard.